# Effelder-Rauenstein
Effelder-Rauenstein era un comune di 3.754 abitanti della Turingia, in Germania.

## Storia
Nel 2012 il comune di Effelder-Rauenstein venne fuso con il comune di Mengersgereuth-Hämmern, formando il nuovo comune di Frankenblick.